# Aerosmith

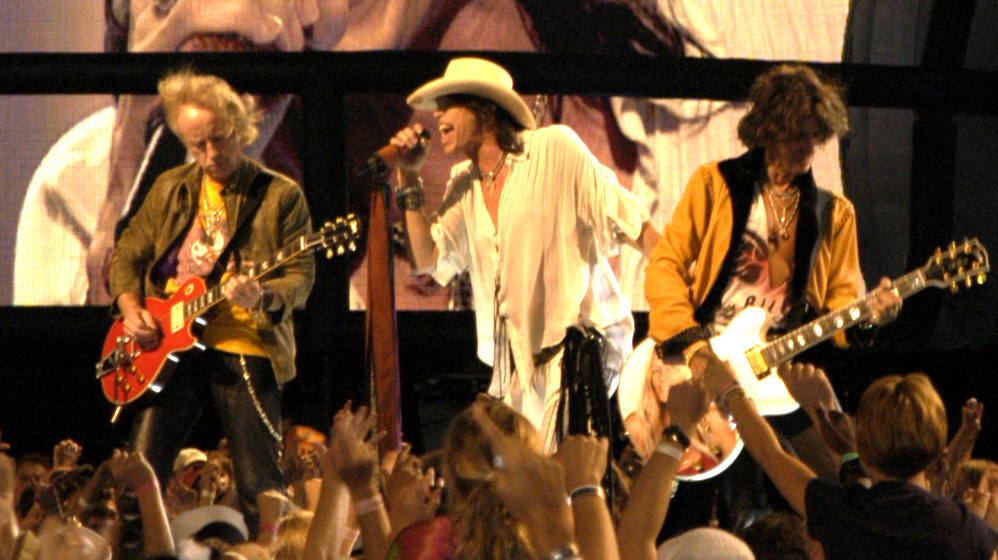
Aerosmith live beim NFL Kickoff (2003)

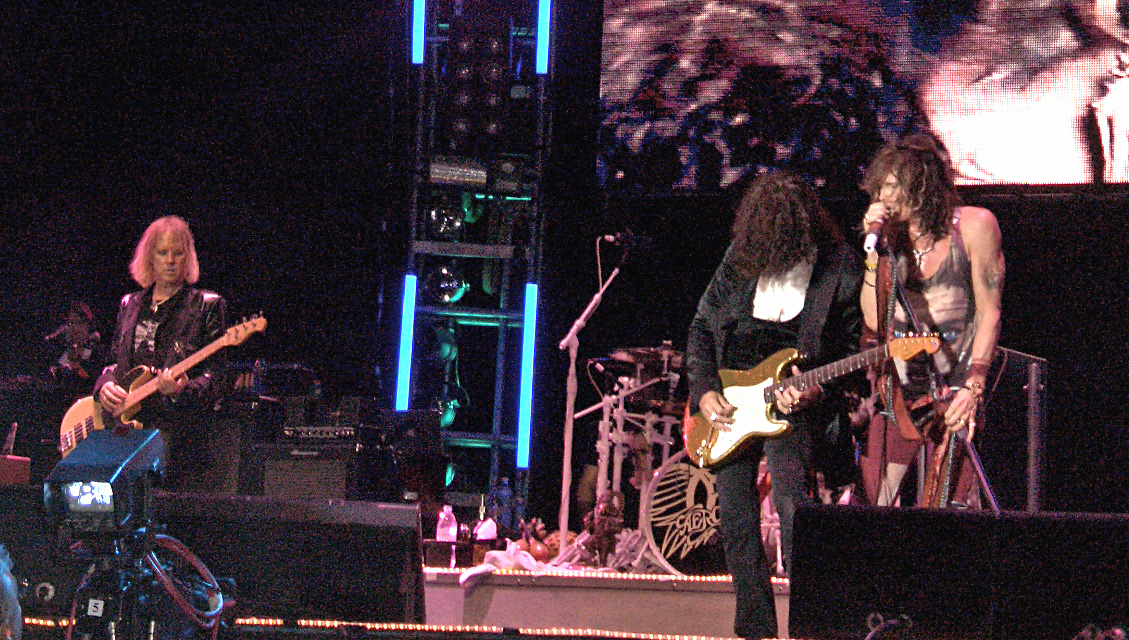
Aerosmith bei einem Liveauftritt in Argentinien im Jahr 2007

Aerosmith ist eine US-amerikanische Rock-Band, die im Jahr 1970 in Boston gegründet wurde. Weltweit hat die Band bislang über 150 Millionen Tonträger verkauft und gehört damit zu den langfristig erfolgreichsten Rock-Bands der USA.
In den USA rangieren sie mit rund 70 Millionen verkauften Alben in der Rangliste der Bands mit den meisten Albumverkäufen auf Platz 14.

## Geschichte
Aerosmith ging aus den beiden Bands Chain Reaction (Steven Tyler) und Jam Band (Joe Perry und Tom Hamilton) hervor. Kurze Zeit nach Gründung in Sunapee (New Hampshire) stießen Brad Whitford und Joey Kramer zur Band, der Tyler am Schlagzeug ablöste. Der Bandname stammt von Kramer und hat laut seiner Aussage nichts mit Arrowsmith, einem Roman von Sinclair Lewis zu tun. Vielmehr entstand der Begriff, als er mit seiner damaligen Freundin das Album Aerial Ballet von Harry Nilsson hörte und nach Namen für seine damalige Band suchte. Diese Band nutzte den Namen dann aber doch nicht, so dass er ihn später für die Gruppe mit Steven Tyler gebrauchen konnte. Ein Vorschlag von Steven Tyler war Hookers, ein US-amerikanisches Wort für Hure („cause playing the clubs is prostitution anyway.“) Man entschied sich zudem gegen den Namen Spike Jones, da die Alben des gleichnamigen Musikers, den die Band mit dieser Wahl ehren wollte, noch im Handel erhältlich waren.
Die anfänglich durchweg vom Blues beeinflusste Band sicherte sich nach Auftritten in Clubs einen Plattenvertrag mit Columbia Records. Ihr erstes Album Aerosmith, auf dem die erste Single, Dream On, enthalten war, erschien 1973 und erreichte Platz 166 der Billboard-Charts. Ein größerer Erfolg kam aber erst mit ihrer dritten LP Toys in the Attic im Jahr 1975, die Songs wie Sweet Emotion, Big Ten Inch Record und Walk This Way beinhaltet. Mit Toys in the Attic hatten Aerosmith endgültig zu ihrem typischen Stil gefunden, wenn auch die Blues- und Rock-’n’-Roll-Einflüsse weiterhin bestehen blieben.
Aerosmith stiegen immer wieder an die Spitze der internationalen Charts. Doch mit dem Erfolg kamen sehr bald auch die Drogen. So erhielten Tyler und Perry den Beinamen „The Toxic Twins“. Zwar folgte 1977 mit Draw the Line noch ein erfolgreiches Album, doch als Ende der 1970er Jahre die Streitigkeiten in der Band zunahmen, verließen 1979 Joe Perry und 1981 Brad Whitford Aerosmith und starteten ohne Erfolg ihre eigenen Projekte (The Joe Perry Project und Whitford-St.Holmes); ersetzt wurden sie durch Jimmy Crespo und Rick Dufay. So wurden die beiden Alben Night in the Ruts (1979) und Rock in a Hard Place (1982) jeweils in unterschiedlichen neuen Formationen eingespielt und konnten an die Qualität und den Erfolg früherer Tage nicht anknüpfen. Die große Zeit von Aerosmith schien vorüber.
Erst als Perry und Whitford wieder zurück zur Band kamen und sich Steven Tyler in eine Drogenklinik einweisen ließ, fanden die Musiker den Weg zurück auf die Erfolgsspur. Done with Mirrors auf dem neuen Geffen-Label zeigte Aerosmith 1985 zwar wieder in deutlich gesteigerter Spiellaune, wurde allerdings trotzdem kein großer Erfolg. 1986 coverten Run-D.M.C. den Hit Walk This Way zusammen mit Aerosmith. Unterstützung bekamen sie zudem durch den Produzenten Bruce Fairbairn und den Songschreiber Desmond Child. Durch Walk This Way gerieten sie wieder in den Blick der Öffentlichkeit, und kurz darauf erschien die erfolgreiche Single Dude (Looks Like a Lady). Das anschließend veröffentlichte Album Permanent Vacation wurde weltweit ein großer Erfolg. Weitere Singles erschienen 1987 und 1988, bis die Band wieder ins Studio ging. Das Nachfolge-Album Pump erschien 1989 und brachte der Band mit Songs wie Love in an Elevator und Janie’s Got a Gun ebenfalls vorderste Chartplatzierungen und Verkäufe im zweistelligen Millionenbereich. Get a Grip (1993), Nine Lives (1997) – wieder beim alten Columbia-Label – und Just Push Play (2001) führten die Erfolgsgeschichte fort, jedoch sanken die Verkaufszahlen der Alben nach dem sehr erfolgreichen Get a Grip beständig. Mit I Don’t Want to Miss a Thing, aus dem Soundtrack zum Film Armageddon – Das jüngste Gericht, gelang 1998 allerdings der Einstieg in die US-Billboard-Charts auf Platz eins. Aerosmith wurden 2001 in die Rock and Roll Hall of Fame aufgenommen und bekamen 2002 den MTV Icon-Award, wobei sie von diversen Musikern geehrt wurden, für die sie ein Vorbild darstellten. 2004 veröffentlichten Aerosmith das Album Honkin’ on Bobo, das die Band zu ihren musikalischen Wurzeln zurückführte. Dieses enthielt bis auf einen neuen Titel jedoch ausschließlich Coverversionen bereits bekannter Lieder. Neue Hits gelangen der Band nach 2000 nicht mehr.
Am 2. November 2012 erschien das Album Music from Another Dimension!, die Single Legendary Child wurde bereits vorab auf iTunes veröffentlicht. Auf der darauffolgenden Global Warming Tour unterstützte Aerosmith die Meeresschutzorganisation Sea Shepherd. So besuchten Joe Perry und Steve Tyler die Sea-Shepherd-Flotte in Melbourne, Australien. Im Anschluss daran luden sie die gesamte Mannschaft, als VIP, auf das darauffolgende Konzert in die Rod Laver Arena ein. Steve Tyler sagte dabei, dass der Besuch der Flotte eine der fantastischsten Erfahrungen seines Lebens gewesen sei, und bat die Fans, sich an den Namen Sea Shepherd zu erinnern. Die Global Warming Tour wurde von Sea-Shepherd-Infoständen begleitet.
Ende März 2022 wurde bekannt, dass Aerosmith-Gründungsmitglied Joey Kramer eine „vorübergehende Auszeit“ nahm und bei allen für das Jahr 2022 anstehenden Konzerten von John Douglas vertreten werden würde. Die Band kündigte im Mai 2023 ihre Abschiedstournee Peace Out an, die ab September 2023 über mehrere Monate hinweg stattfinden sollte. Im September 2023 nach nur drei Konzerten zog sich Tyler eine Larynxfraktur zu und die Tour wurde abgebrochen, sollte aber im September 2024 bis Februar 2025 fortgesetzt werden. Während Tyler im Mai 2024 zunächst noch einen Gast-Auftritt bei einem Live-Konzert der Gruppe The Black Crowes in London bestritt, wurde Anfang August 2024 bekannt, dass eine vollständige Genesung Tylers nicht möglich sei. Die Band teilte mit, dass die Abschiedstournee daher nicht zu Ende gespielt werden könne und sie sich komplett von der Bühne verabschieden müsse. Bassist Tom Hamilton äußerte anschließend, dass die Band sich im Unklaren sei, was die Zukunft bringe. Konzerte mit einem neuen Sänger schloss er aus, nicht jedoch ein weiteres Album, da die Band mit Tyler bereits einige gute Songs aufgenommen habe. Im Juli 2025 trat Tyler beim Abschiedskonzert von Black Sabbath in Birmingham auf, was zu Spekulationen über eine Genesung des Sängers führte.

## Stil
Aerosmith spielen eine Mischung aus Bluesrock und Hardrock. Als markante Zeichen der Band gelten die Stimme von Steven Tyler und das Gitarrenspiel von Joe Perry, das mehr durch Melodie und Kreativität als durch Geschwindigkeit besticht. Die Blues-Wurzeln der Band spiegeln sich in Mundharmonika-Soli von Steven Tyler wider (hier vor allem bei den Liedern Milk Cow Blues und Big Ten Inch Record, aber auch in ihrem Album Honkin’ on Bobo). Während früher der Hardrock an vorderster Stelle im Repertoire rangierte, stehen in jüngerer Zeit mehr die Balladen im Mittelpunkt, mit denen der Band seit den 1990er Jahren eine Reihe von Charterfolgen gelang.
Der Rolling Stone listete Aerosmith auf Rang 59 der 100 größten Musiker aller Zeiten.

## Besetzungen
| Mitglieder | Studioalben |
| --- | --- |
| Oktober 1970–April 1971 - Steven Tyler – Leadgesang - Joe Perry – Leadgitarre, Backgroundgesang - Tom Hamilton – Bass - Joey Kramer – Schlagzeug - Ray Tabano – Rhythmusgitarre | |
| April 1971–Juli 1979 - Steven Tyler – Leadgesang, Piano, Akustikgitarre, Flöte, Maracas, Vibraslap - Joe Perry – Leadgitarre, Backgroundgesang, Talkbox, Bass - Tom Hamilton – Bass, Rhythmusgitarre - Joey Kramer – Schlagzeug - Brad Whitford – Rhythmusgitarre, Leadgitarre | - Aerosmith, Januar 1973 - Get Your Wings, März 1974 - Toys in the Attic, April 1975 - Rocks, Mai 1976 - Draw the Line, Dezember 1977 - Night in the Ruts, November 1979                                                                             |
| Juli 1979–Juli 1981 - Steven Tyler – Leadgesang - Jimmy Crespo – Leadgitarre, Backgroundgesang - Tom Hamilton – Bass - Joey Kramer – Schlagzeug - Brad Whitford – Rhythmusgitarre | |
| Dezember 1981–April 1984 - Steven Tyler – Leadgesang, Mundharmonika - Jimmy Crespo – Leadgitarre, Backgroundgesang - Tom Hamilton – Bass - Joey Kramer – Schlagzeug - Rick Dufay – Rhythmusgitarre (ab 1982) | - Rock in a Hard Place, August 1982 |
| April 1984–heute - Steven Tyler – Leadgesang, Piano, Mundharmonika, Keyboard, Mandoline, Perkussion, Dulcimer, Orgel, Gitarre, Schlagzeug, Congas - Joe Perry – Leadgitarre, Backgroundgesang, Leadgesang, Slidegitarre - Tom Hamilton – Bass, Backgroundgesang, Akustikgitarre - Joey Kramer – Schlagzeug, Backgroundgesang - Brad Whitford – Rhythmusgitarre, Backgroundgesang, Akustikgitarre, Leadgitarre | - Done with Mirrors, November 1985 - Permanent Vacation, August 1987 - Pump, September 1989 - Get a Grip, April 1993 - Nine Lives, März 1997 - Just Push Play, März 2001 - Honkin’ on Bobo, März 2004 - Music from Another Dimension!, November 2012 |

## Diskografie
Studioalben

| Jahr | Titel                         | Höchstplatzierung, Gesamtwochen, AuszeichnungChartplatzierungen (Jahr, Titel, Platzierungen, Wochen, Auszeichnungen, Anmerkungen) | Höchstplatzierung, Gesamtwochen, AuszeichnungChartplatzierungen (Jahr, Titel, Platzierungen, Wochen, Auszeichnungen, Anmerkungen) | Höchstplatzierung, Gesamtwochen, AuszeichnungChartplatzierungen (Jahr, Titel, Platzierungen, Wochen, Auszeichnungen, Anmerkungen) | Höchstplatzierung, Gesamtwochen, AuszeichnungChartplatzierungen (Jahr, Titel, Platzierungen, Wochen, Auszeichnungen, Anmerkungen) | Höchstplatzierung, Gesamtwochen, AuszeichnungChartplatzierungen (Jahr, Titel, Platzierungen, Wochen, Auszeichnungen, Anmerkungen) | Anmerkungen                                                    |
| Jahr | Titel                         | DE | AT | CH | UK | US | Anmerkungen                                                    |
| ---- | ----------------------------- | --- | --- | --- | --- | --- | -------------------------------------------------------------- |
| 1973 | Aerosmith                     | — | — | — | — | US21 ×2Doppelplatin · (59 Wo.)US                                                                                                  | Erstveröffentlichung: 13. Januar 1973 Verkäufe: + 2.100.000    |
| 1974 | Get Your Wings                | — | — | — | — | US74 ×3Dreifachplatin · (86 Wo.)US                                                                                                | Erstveröffentlichung: 1. März 1974 Verkäufe: + 3.100.000       |
| 1975 | Toys in the Attic             | — | — | — | — | US11 ×9Neunfachplatin · (128 Wo.)US                                                                                               | Erstveröffentlichung: 8. April 1975 Verkäufe: + 9.100.000      |
| 1976 | Rocks                         | — | — | — | — | US3 ×4Vierfachplatin · (53 Wo.)US                                                                                                 | Erstveröffentlichung: 3. Mai 1976 Verkäufe: + 4.100.000        |
| 1977 | Draw the Line                 | — | — | — | — | US11 ×2Doppelplatin · (20 Wo.)US                                                                                                  | Erstveröffentlichung: 1. Dezember 1977 Verkäufe: + 2.050.000   |
| 1979 | Night in the Ruts             | — | — | — | — | US14 Platin · (19 Wo.)US | Erstveröffentlichung: 1. November 1979 Verkäufe: + 1.050.000   |
| 1982 | Rock in a Hard Place          | — | — | — | — | US32 Gold · (19 Wo.)US | Erstveröffentlichung: 1. Oktober 1982 Verkäufe: + 500.000      |
| 1985 | Done with Mirrors             | — | — | — | — | US36 Gold · (28 Wo.)US | Erstveröffentlichung: 21. Oktober 1985 Verkäufe: + 500.000     |
| 1987 | Permanent Vacation            | — | — | — | UK37 Gold · (14 Wo.)UK | US11 ×5Fünffachplatin · (68 Wo.)US                                                                                                | Erstveröffentlichung: 18. August 1987 Verkäufe: + 5.700.000    |
| 1989 | Pump                          | DE13 Gold · (16 Wo.)DE | — | CH9 (7 Wo.)CH | UK3 Gold · (34 Wo.)UK | US5 ×7Siebenfachplatin · (110 Wo.)US                                                                                              | Erstveröffentlichung: 12. September 1989 Verkäufe: + 8.210.000 |
| 1993 | Get a Grip                    | DE3 Platin · (94 Wo.)DE | AT3 Platin · (63 Wo.)AT | CH1 Gold · (64 Wo.)CH | UK2 Platin · (46 Wo.)UK | US1 ×7Siebenfachplatin · (92 Wo.)US                                                                                               | Erstveröffentlichung: 20. April 1993 Verkäufe: + 20.000.000    |
| 1997 | Nine Lives                    | DE3 Gold · (30 Wo.)DE | AT2 Gold · (16 Wo.)AT | CH3 Platin · (18 Wo.)CH | UK4 Gold · (18 Wo.)UK | US1 ×2Doppelplatin · (77 Wo.)US                                                                                                   | Erstveröffentlichung: 12. März 1997 Verkäufe: + 4.210.000      |
| 2001 | Just Push Play                | DE6 (10 Wo.)DE | AT7 (10 Wo.)AT | CH3 Gold · (11 Wo.)CH | UK7 Silber · (6 Wo.)UK | US2 Platin · (27 Wo.)US | Erstveröffentlichung: 12. März 2001 Verkäufe: + 1.550.000      |
| 2004 | Honkin’ on Bobo               | DE32 (8 Wo.)DE | AT22 (5 Wo.)AT | CH17 (8 Wo.)CH | UK28 (4 Wo.)UK | US5 Gold · (15 Wo.)US | Erstveröffentlichung: 29. März 2004 Verkäufe: + 600.000        |
| 2012 | Music from Another Dimension! | DE7 (4 Wo.)DE | AT12 (3 Wo.)AT | CH5 (4 Wo.)CH | UK14 (3 Wo.)UK | US5 (9 Wo.)US | Erstveröffentlichung: 2. November 2012 Verkäufe: + 40.000      |

grau schraffiert: keine Chartdaten aus diesem Jahr verfügbar

## Tourneen
- 1970–1972: Early Years Tour
- 1973: Tour ’73
- 1974: Dream On Tour
- 1974: Get Your Wings Tour
- 1975: Sweet Emotion Tour
- 1975–1976: Toys in the Attic Tour
- 1976/77: Rocks Tour
- 1977: Draw the Line Tour
- 1978: Aerosmith Express Tour
- 1978: Live Bootleg! Tour
- 1979/80: Night in the Ruts Tour
- 1980/81: Greatest Hits Live!

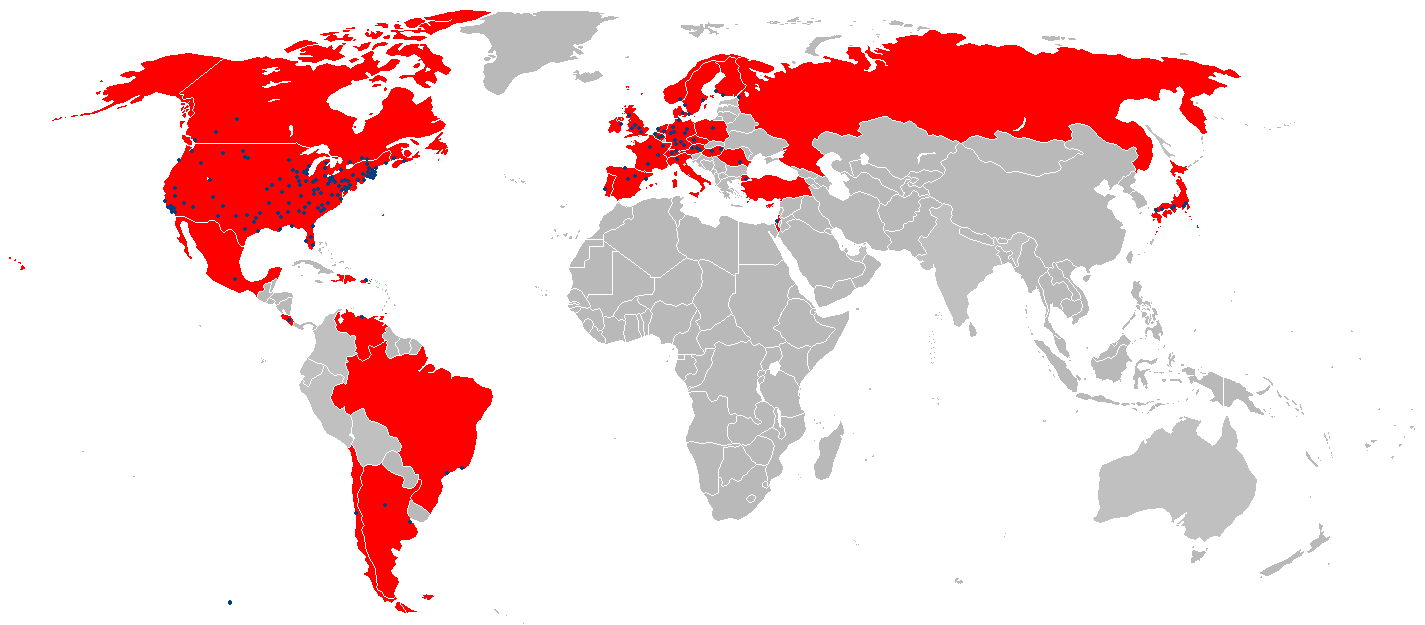
Get a Grip Tour (1993–1995)

- 1982–1984: Rock in a Hard Place Tour
- 1984/85: Back in the Saddle Tour
- 1985/86: Done with Mirrors Tour
- 1986: Walk This Way Tour (mit Run DMC)
- 1987/88: Permanent Vacation Tour
- 1989/90: Pump Tour
- 1991: Unplugged Tour
- 1993–1995: Get a Grip Tour
- 1997–1999: Nine Lives Tour
- 1999/2000: Roar of the Dragon Tour
- 2001: Just Push Play Tour
- 2002: Girls of Summer Tour
- 2002: Aerosmith & Kid Rock Summer Tour (mit Kid Rock)
- 2003: Rockismus Maximus Tour/World Domination Tour (mit Kiss)
- 2004: You Gotta Move
- 2004/05: Honkin’ on Bobo Tour
- 2005: Rockin’ the Joint Tour
- 2006: Route of All Evil Tour (mit Mötley Crüe)
- 2007: World Tour 2007
- 2009: A to Z Tour / Guitar Hero: Aerosmith Tour (mit ZZ Top)
- 2010: Cocked, Locked, Ready to Rock Tour
- 2011: Back On the Road Tour
- 2012–2014: Global Warming Tour
- 2014: Let Rock Rule Tour
- 2015: Blue Army Tour
- 2017–2018: Aero-Viderci Baby!
- 2019–2022: Aerosmith: Deuces are Wild
- 2023–2024: Peace Out Farewell Tour (Abbruch nach 3 Konzerten wg. Erkrankung S. Tylers mit anschließendem kompletten Rückzug von der Bühne)